# Hojo Hisatoki
Hojo Hisatoki (Japans: 北条久時) (1272 - 23 december 1307) van de Hojo-clan was de negende kitakata rokuhara tandai (hoofd binnenlandse veiligheid te Kioto) van 1293 tot 1297. 